# Châtelperronià
El xatelperronià és una fase cultural del perigordià, pròpia de l'home de Neandertal, que es caracteritza pels raspadors terminals que predominen sobre els laterals, el desenvolupament dels burins, i que la talla es va fer més laminar. Un estri característic és el ganivet anomenat de Châtelperron, amb dors corbat. També existeixen fulles truncades. Es tendeix a fer dreta la part de darrere dels ganivets.